# Gruzia
Gruzia là một quốc gia ở khu vực Kavkaz. Gruzia nằm tại giao giới của Tây Á và Đông Âu, phía tây giáp biển Đen, phía bắc giáp Nga, phía nam giáp Thổ Nhĩ Kỳ và Armenia, và phía đông nam giáp Azerbaijan. Thủ đô và thành phố lớn nhất là Tbilisi. Gruzia có diện tích 69.700 km² và dân số vào năm 2016 là khoảng 3,72 triệu người. Gruzia có chính thể cộng hoà bán tổng thống nhất thể, chính phủ được bầu cử theo thể thức dân chủ đại diện.
Trong thời kỳ cổ đại, một vài vương quốc độc lập được thành lập trên lãnh thổ Gruzia hiện nay. Người Gruzia tiếp nhận Cơ Đốc giáo vào đầu thế kỷ IV. Vương quốc Gruzia thống nhất đạt đến đỉnh cao về chính trị và kinh tế trong thế kỷ XII và đầu thế kỷ XIII. Sau đó, vương quốc suy yếu và cuối cùng tan rã và nằm dưới quyền thống trị của các thế lực trong khu vực, gồm Mông Cổ, Ottoman và các triều đại của Iran. Đến cuối thế kỷ XVIII, Vương quốc Kartli-Kakheti tại miền đông Gruzia liên minh với Đế quốc Nga và bị đế quốc này sáp nhập trực tiếp vào năm 1801; Vương quốc Imereti tại miền tây Gruzia cũng bị Nga chinh phục vào năm 1810. Sau Cách mạng Nga năm 1917, Gruzia giành được độc lập trong thời gian ngắn ngủi và lập ra một nước cộng hoà vào năm 1918 do thể chế xã hội-dân chủ lãnh đạo, song bị nước Nga Xô viết xâm chiếm vào năm 1921, rồi sáp nhập vào Liên Xô với tư cách một nước cộng hoà thành phần.
Một phong trào ủng hộ độc lập dẫn đến ly khai từ Liên Xô vào tháng 4 năm 1991. Trong hầu hết các thập niên sau đó, Gruzia phải trải qua xung đội nội bộ, các cuộc chiến ly khai tại Abkhazia và Nam Ossetia, và cả khủng hoảng kinh tế. Sau Cách mạng Hoa hồng không đổ máu vào năm 2003, Gruzia theo đuổi chính sách ngoại giao thân phương Tây mạnh mẽ, đặt mục tiêu là NATO và nhất thể hoá châu Âu, cũng như tiến hành một loạt các cải cách dân chủ và kinh tế, có kết quả khác nhau, song giúp củng cố thể chế nhà nước. Định hướng phương Tây của Gruzia nhanh chóng khiến quan hệ với Nga xấu đi, đỉnh điểm là Chiến tranh Nga-Gruzia vào tháng 8 năm 2008 và tranh chấp lãnh thổ hiện tại với Nga.
Gruzia là một thành viên của Liên Hợp Quốc, Ủy hội châu Âu và Tổ chức GUAM về phát triển dân chủ và kinh tế. Gruzia có hai khu vực độc lập trên thực tế là Abkhazia và Nam Ossetia, họ giành được công nhận quốc tế hạn chế sau Chiến tranh Nga-Gruzia năm 2008. Gruzia và đại đa số cộng đồng quốc tế nhìn nhận các khu vực này là bộ phận thuộc chủ quyền của Gruzia bị Nga chiếm đóng.

## Tên gọi
Các sử gia người Hy Lạp cổ đại (Strabo, Herodotus, Plutarch, Homer, v.v) và các sử gia người La Mã (Titus Livius, Cornelius Tacitus, v.v) gọi chung các dân tộc phía đông Gruzia thời kỳ đầu là người Iberia (Iberoi trong một số văn bản Hy Lạp) và các dân tộc phía tây Gruzia là Colchia..
Người Gruzia tự xưng là Kartvelebi (ქართველები), gọi vùng đất của họ là Sakartvelo (საქართველო), và gọi ngôn ngữ của họ là Kartuli (ქართული). Tương truyền rằng tổ tiên của người Kartvelian là Kartlos, cháu trai của Japheth trong Kinh thánh. Danh từ Georgia và người Georgian xuất hiện trong nhiều cuốn biên niên sử từ thời Trung Cổ tại châu Âu. Người ta từng cho rằng nguồn gốc của những danh xưng đó phỏng theo tên của Thánh George.
Thời Ba Tư cổ đại, những vùng đất phía đông Gruzia được gọi là vrkan còn cư dân của vùng đất đó được gọi là vrk (không rõ nguồn gốc), đây là nguyên gốc của thuật ngữ Armenia cổ virk của Kartli. Trong Tiếng Ba Tư mới thuật ngữ được chuyển thành Gurğān (Gurgjan), hay "người Gurğ", dẫn tới cái tên Georgian trong các ngôn ngữ Turkic và Slavic, và có thể cả các ngôn ngữ châu Âu cũng như (có lẽ thông qua tiếng Thổ Nhĩ Kỳ Gürcü ("Gurdju") /Gürcistan).
Một số người cũng tin rằng Gruzia được người Hy Lạp đặt tên theo các nguồn tài nguyên nông nghiệp tại đây, bởi "Georgia" (γεωργία) có nghĩa "đồng áng" trong tiếng Hy Lạp. Tuy nhiên, nguồn gốc thực của cái tên Gruzia vẫn đang bị tranh cãi.
Hiện nay, Gruzia là tên chính thức của quốc gia này, vốn đã được nhắc đến trong Hiến pháp Gruzia "Gruzia là tên chính thức của quốc gia Gruzia." Trước khi hiến pháp năm 1995 của Gruzia được áp dụng, Cộng hòa Gruzia là tên chính thức của Gruzia hậu Xô Viết và vẫn đôi khi được sử dụng để nhắc đến Gruzia.

## Lịch sử
Lịch sử dân tộc và quốc gia Gruzia đã có từ 5.000 năm trước.

### Gruzia thời cổ đại
Hai vương quốc Gruzia thời cuối cổ đại, được người Hy Lạp cổ đại và La Mã gọi là Iberia ở phía đông và Colchis ở phía tây.
Trong Thần thoại Hy Lạp, Colchis là nơi Jason và Argonauts tìm thấy Bộ lông Cừu vàng trong câu truyện sử thi về Apollonius Rhodius' Argonautica. Sự xuất hiện của Bộ lông Cừu vàng trong thần thoại có thể xuất phát từ việc người dân địa phương dùng những bộ lông cừu để sàng bụi vàng từ lòng sông. Được những người dân bản xứ gọi là Egrisi hay Lazica, Colchis thường phải chứng kiến những trận đánh giữa hai cường quốc đối thủ là Ba Tư và Đế chế Byzantine, cả hai đều liên tục tìm cách chinh phục Tây Gruzia. Vì thế, các Vương quốc đó đã tan rã thành nhiều vùng phong kiến từ đầu Thời Trung Cổ. Điều này giúp người Ả Rập có cơ hội thuận lợi chinh phục Gruzia ở thế kỷ thứ VII. Các vùng nổi dậy đã được giải phóng và thống nhất thành một Vương quốc Gruzia thống nhất hồi đầu thế kỷ XI. Bắt đầu từ thế kỷ XII, phạm vi cai trị của Gruzia đã trải dài trên một vùng quan trọng phía nam Kavkaz, gồm cả các vùng phía đông bắc và hầu hết toàn bộ bờ biển phía bắc hiện là Thổ Nhĩ Kỳ.
Năm 337 Công nguyên, vua Mirian II tuyên bố đạo Kitô là quốc giáo, dẫn đến một sự thúc đẩy lớn trong sự phát triển văn học, nghệ thuật và cuối cùng là một nhân tố quan trọng trong việc hình thành quốc gia Gruzia thống nhất sau này. Việc chấp nhận Kitô giáo đã gắn kết đất nước với Đế chế Byzantine bên cạnh, nơi có sức ảnh hưởng lớn đến Gruzia trong gần 1 thiên niên kỉ, nhưng đồng thời cũng xác định nên căn tính văn hóa của quốc gia cho tới hiện tại.

### Gruzia thời Trung Cổ
Vương quốc Gruzia phát triển cực thịnh trong thế kỷ XII và đầu thế kỷ XIII. Giai đoạn này được nhiều người gọi bằng thuật ngữ Thời kỳ Vàng son của Gruzia hay Gruzia Phục hưng. Tuy nhiên, sự hồi sinh của Vương quốc khá ngắn ngủi, và Vương quốc cuối cùng bị người Mông Cổ chinh phục vào năm 1236. Sau đó, nhiều vị thủ lĩnh địa phương đã tình cách giành lại độc lập khỏi chính quyền trung ương Gruzia, cho tới khi Vương quốc tan rã hoàn toàn ở thế kỷ XV. Các vương quốc láng giềng lợi dụng tình hình này và từ thế kỷ XVI, Đế chế Ba Tư và Đế chế Ottoman đã chinh phục vùng phía đông và phía tây Gruzia.
Những vị thủ lĩnh cai quản các vùng vẫn còn được tự trị một phần đã tổ chức các cuộc nổi dậy vào nhiều thời điểm. Cuộc xâm lược sau đó của người Ba Tư và người Thổ Nhĩ Kỳ càng làm các vương quốc và các vùng địa phương này suy yếu thêm.
Do hậu quả của những cuộc chiến tranh với các quốc gia láng giềng, ở một thời điểm dân số Gruzia chỉ còn 250.000 người.

### Trong Đế chế Nga
Năm 1783 Nga và Vương quốc đông Gruzia của Kartli-Kakheti ký kết Hiệp ước Georgievsk, theo đó Kartli-Kakheti nhận được sự bảo hộ của người Nga. Tuy nhiên, hiệp ước này không giúp Tbilisi thoát được số phận bị người Ba Tư cướp phá năm 1795.
Ngày 22 tháng 12 năm 1800, Sa Hoàng Paul I của Nga, trước cái được cho là yêu cầu của Vua Gruzia Giorgi XII, đã ký Tuyên bố sáp nhập Gruzia (Kartli-Kakheti) vào trong Đế chế Nga. Ngày 8 tháng 1 năm 1801 Sa hoàng Paul I nước Nga ký một nghị định về việc sáp nhập Gruzia (Kartli-Kakheti) vào trong Đế chế Nga điều này đã được Sa hoàng Alexander I khẳng định ngày 12 tháng 12 năm 1801. Phái bộ Gruzia tại Sankt-Peterburg đã phản ứng với một bản lưu ý đệ trình lên Phó thủ tướng Nga Hoàng tử Kurakin. Tháng 5 năm 1801, Tướng Nga Carl Heinrich Knorring hạ bệ hoàng tử kế vị Gruzia David Batonishvili và thành lập một chính phủ do Tướng Ivan Petrovich Lasarev lãnh đạo.
Giới quý tộc Gruzia không chấp nhận nghị định cho tới tận tháng 4 năm 1802 khi Tướng Knorring bao vây họ tại Thánh đường Tbilisi Sioni và buộc họ đưa ra lời tuyên thệ trung thành với Hoàng gia Đế quốc Nga. Những người phản đối bị bắt giữ ngay lập tức.
Mùa hè năm 1805, quân đội Nga tại Sông Askerani gần Zagam đánh bại quân Ba Tư cứu Tbilisi khỏi bị chinh phục.
Năm 1810, sau một cuộc chiến ngắn, tây Gruzia vương quốc Imereti bị Sa hoàng Aleksandr I của Nga sáp nhập. Vị vua Imeretian cuối cùng và người cai quản Bagrationi Gruzia cuối cùng Solomon II chết khi đang bị đày ải năm 1815. Từ năm 1803 tới 1878, sau nhiều cuộc chiến của Nga chống lại Thổ Nhĩ Kỳ và Iran, nhiều vùng lãnh thổ đã được sáp nhập vào Gruzia. Những vùng đó (Batumi, Akhaltsikhe, Poti, và Abkhazia) hiện chiếm một phần lớn lãnh thổ Gruzia.
Công quốc Guria bị xóa bỏ năm 1828 và công quốc Samegrelo (Mingrelia) chịu số phận tương tự năm 1857. Vùng Svaneti dần bị sáp nhập trong giai đoạn 1857–59.

### Giai đoạn độc lập ngắn và thời kỳ Xô viết

#### Giai đoạn độc lập ngắn
Sau Cách mạng Tháng Mười Nga năm 1917, Gruzia tuyên bố độc lập ngày 26 tháng 5 năm 1918 trong bối cảnh cuộc nội chiến Nga đang diễn ra. Cuộc bầu cử Quốc hội kết thúc với thắng lợi của Đảng Dân chủ Xã hội Gruzia, được coi là một đảng Menshevik, và lãnh đạo đảng này, Noe Zhordania, lên nắm quyền thủ tướng. Năm 1918 một cuộc chiến tranh giữa Gruzia–Armenia bùng nổ tại các tỉnh của Gruzia có đa số người Armenia sinh sống vì sự can thiệp của Anh. Trong giai đoạn 1918–19 tướng Gruzia Giorgi Mazniashvili đã chỉ huy một cuộc tấn công chống lại quân Bạch Vệ do Moiseev và Denikin chỉ huy để giành chủ quyền bờ biển Đen từ Tuapse tới Sochi và Adler cho nước Gruzia độc lập. Tuy nhiên, nền độc lập này không kéo dài.

#### Thời kỳ Xô viết
Tháng 2 năm 1921 Gruzia bị Hồng quân tấn công. Quân đội Gruzia thua trận và chính phủ Dân chủ Xã hội phải bỏ chạy khỏi đất nước. Ngày 25 tháng 2 năm 1921 Hồng quân tiến vào thủ đô Tbilisi và lập nên một chính phủ cộng sản do một thành viên Bolshevik Gruzia là Filipp Makharadze lãnh đạo, nhưng quyền lãnh đạo của Xô viết chỉ được thiết lập một cách chắc chắn sau khi cuộc nổi dậy năm 1924 bị trấn áp. Gruzia bị sáp nhập vào nước Cộng hòa Xã hội chủ nghĩa Xô viết Ngoại Kavkaz gồm Gruzia, Armenia và Azerbaijan. Nước cộng hòa này giải tán năm 1936 và Gruzia trở thành Cộng hòa Xã hội chủ nghĩa Xô viết Gruzia.
Đảng viên cộng sản cấp tiến người Gruzia Ioseb Jughashvili (tức Stalin, có nghĩa là "thép" (сталь) trong tiếng Nga) là gương mặt nổi bật trong phái Bolshevik Nga, phe lên nắm quyền tại Nga sau Cách mạng tháng 10 năm 1917. Stalin đã trở thành nhà lãnh đạo tối cao của Liên bang Xô viết.
Từ năm 1941 tới 1945, trong Thế chiến II, tới 700.000 người Gruzia đã chiến đấu trong lực lượng Hồng quân chống lại Phát xít Đức. (Một số công dân Gruzia cũng tham gia chiến đấu trong quân đội Đức). Khoảng 350.000 người Gruzia đã thiệt mạng trong những trận đánh tại Mặt trận phía đông. Cũng trong giai đoạn này người Chechen, Ingush, Karachay và người Balkaria từ vùng Bắc Kavkaz, bị trục xuất tới Siberia vì cái gọi là cộng tác với Phát xít. Với việc các nước cộng hòa bên trong bị bãi bỏ, Cộng hòa Xã hội chủ nghĩa Xô viết Gruzia đã được công nhận một số vùng lãnh thổ, cho tới năm 1957.
Phong trào bất đồng và tái lập quốc gia Gruzia bắt đầu phát sinh trong dân chúng trong thập niên 1960. Trong số những nhân vật bất đồng Gruzia, một trong những nhà hoạt động đáng chú ý nhất là Merab Kostava và Zviad Gamsakhurdia. Sự bất đồng và các nhà hoạt động thường bị chính quyền Xô viết thẳng tay trấn áp. Tất cả các thành viên thuộc phong trào bất đồng Gruzia đều bị chính quyền Xô viết bỏ tù.
Eduard Shevardnadze người Gruzia, bộ trưởng ngoại giao Liên Xô, từng là một trong những kiến trúc sư của các cuộc cải cách Perestroika cuối thập niên 1980. Trong giai đoạn này, Gruzia đã phát triển một hệ thống đa đảng mạnh mẽ tạo điều kiện thuận lợi cho sự độc lập sau này. Đất nước này có cuộc bầu cử Quốc hội dân chủ, đa đảng phái đầu tiên trong Liên bang Xô viết ngày 28 tháng 10 năm 1990. Từ tháng 11 năm 1990 tới tháng 3 năm 1991, một trong những lãnh đạo Mặt trận Giải phóng Quốc gia, tiến sĩ Zviad Gamsakhurdia, là Chủ tịch Hội đồng Tối cao Cộng hòa Gruzia (Quốc hội Gruzia).

### Độc lập thời hậu Xô viết
Ngày 9 tháng 4 năm 1989, một cuộc tuần hành hòa bình tại thủ đô Tbilisi của Gruzia đã kết thúc bằng một cuộc thảm sát với nhiều người bị quân đội Xô viết giết hại. Vụ việc này đã làm dấy lên một phong trào chống Xô viết rộng lớn, tuy nhiên nhanh chóng bị đập tan, bởi những cuộc cạnh tranh của các phe nhóm chính trị bên trong. Trước cuộc bầu cử quốc hội tháng 10 năm 1990, Umaghiesi Sabcho (Hội đồng tối cao) — cuộc bầu cử đầu tiên tại Liên bang Xô viết trên cơ sở đa đảng phái chính thức — bối cảnh chính trị một lần nữa lại như cũ. Tuy nhiều nhóm cấp tiến tẩy chay cuộc bầu cử và triệu tập một hội đồng thay thế (Đại hội quốc gia), một phần của phe đối lập chống cộng thống nhất lại trong Bàn tròn Tự do Gruzia (RT-FG) với những cá nhân đối lập như Merab Kostava và Zviad Gamsakhurdia. Gamsakhurdia đã thắng cử với số phiếu cách biệt, 155 trên tổng số 250 ghế Quốc hội, theo đó Đảng cộng sản (CP) chỉ nhận được 64 ghế. Tất cả các đảng khác đều không giành đủ 5% số phiếu và vì thế chỉ được trao một số ghế tại đại diện khu vực bầu cử.
Ngày 9 tháng 4 năm 1991, một thời gian ngắn trước khi Liên bang Xô viết tan rã, Gruzia tuyên bố độc lập. Ngày 26 tháng 5 năm 1991, Zviad Gamsakhurdia được bầu làm tổng thống đầu tiên của Gruzia. Tuy nhiên Gamsakhurdia nhanh chóng bị hạ bệ sau một cuộc đảo chính đẫm máu, từ ngày 22 tháng 12 năm 1991 tới ngày 6 tháng 1 năm 1992. Cuộc đảo chính bị điều xúi giục bởi một nhóm Vệ binh quốc gia và một tổ chức bán quân sự được gọi là "Mkhedrioni". Đất nước rơi vào một cuộc nội chiến đau đớn và chỉ kết thúc vào năm 1995. Eduard Shevardnadze quay trở lại Gruzia năm 1992 và gia nhập giới lãnh đạo đảo chính — Kitovani và Ioseliani — lãnh đạo một chế độ tam đầu được gọi là "Hội đồng Nhà nước".
Năm 1995, Shevardnadze được chính thức bầu làm tổng thống Gruzia, và tái đắc cử năm 2000. Cùng lúc ấy, hai vùng thuộc Gruzia, Abkhazia và Nam Ossetia, nhanh chóng bị cuốn vào những cuộc tranh giành với những kẻ ly khai địa phương dẫn tới những cuộc chiến tranh và tình trạng bạo lực lan rộng giữa các sắc tộc. Được Nga ủng hộ, Abkhazia và Nam Ossetia trên thực tế đã giành được và duy trì nền độc lập khỏi Gruzia. Hơn 250.000 người Gruzia đã bị thanh lọc sắc tộc khỏi Abkhazia bởi những kẻ ly khai Abkhaz và những quân lính tình nguyện Bắc Kavkaz (gồm cả người Chechens), năm 1992-1993. Hơn 25.000 người Gruzia cũng đã bị trục xuất khỏi Tskhinvali và nhiều gia đình Ossetian bị buộc phải dời bỏ nhà cửa tại vùng Borjomi và chuyển tới Nga.
Năm 2003 Shevardnadze bị hạ bệ sau cuộc Cách mạng Hồng, sau khi phe đối lập Gruzia và các giám viên quốc tế cho rằng cuộc bầu cử Quốc hội ngày 2 tháng 11 đã bị gian lận. Cuộc cách mạng do Mikheil Saakashvili, Zurab Zhvania và Nino Burjanadze, những thành viên cũ trong đảng cầm quyền của Shavarnadze lãnh đạo. Mikheil Saakashvili được bầu làm Tổng thống Gruzia năm 2004.
Sau cuộc Cách mạng hồng, một loạt những biện pháp cải cách đã được đưa ra nhằm tăng cường sức mạnh quân sự và kinh tế của đất nước. Những nỗ lực của chính phủ mới nhằm tái xác nhận chủ quyền của Gruzia tại nước cộng hoà Ajaria vùng tây nam đã gây ra một cuộc khủng hoảng đầu năm 2004. Thắng lợi tại Ajaria đã khuyến khích Saakashvili tăng cường thêm nữa những nỗ lực của mình trong việc tìm kiếm một đột phá tại Nam Ossetia, nhưng không mang lại thành công.
Tháng 8 năm 2008, quân đội Gruzia tấn công vào Nam Ossetia để tái chiếm lại tỉnh này khỏi tay quân ly khai. Ngày hôm sau, Quân đội Nga đã tấn công đánh bật quân đội Gruzia ra khỏi Nam Ossetia và tiến vào Gruzia. Hai bên đều đổ lỗi cho bên kia và cáo buộc phía kia tấn công thường dân.

## Chính phủ và chính trị
Thể chế chính trị Cộng hoà Tổng thống. Cơ quan lập pháp gồm: Quốc hội gồm 150 ghế. Tại bầu cử Quốc hội 21 tháng 5 năm 2008, đảng cầm quyền của Tổng thống Saakashvili "Phong trào Dân tộc Thống nhất" được 119 ghế đại biểu, Liên minh đối lập được 17 ghế; đảng Tự do và đảng "Phong trào Dân chủ Cơ đốc giáo" - mỗi đảng được 6 ghế, đảng "Cộng hoà" đối lập được 2 ghế.
Sau cuộc khủng hoảng liên quan tới cái gọi là sự gian lận trong cuộc bầu cử Quốc hội năm 2003, Eduard Shevardnadze từ chức tổng thống ngày 23 tháng 11 năm 2003 trong cuộc Cách mạng hoa hồng không đổ máu. Tổng thống lâm thời là Chủ tịch Hạ viện sắp hết nhiệm kỳ, Nino Burjanadze. Ngày 4 tháng 1 năm 2004 Mikheil Saakashvili, lãnh đạo Phong trào Quốc gia Dân chủ (NMD) (Phong trào Quốc gia Thống nhất trước kia) đã chiến thắng trong cuộc bầu cử tổng thống và nhậm chức ngày 25 tháng 1.
Cuộc bầu cử Quốc hội trong sạch được tổ chức ngày 28 tháng 3 theo đó NMD giành lại đại đa số ghế (với khoảng 75% phiếu bầu) với chỉ một đảng giành được 7% số phiếu (Đối lập Cánh hữu với khoảng 7.5%). Cuộc bầu cử này được phương Tây tin là một trong những cuộc bầu cử trong sạch nhất từng được tổ chức tại nước Gruzia độc lập dù đã có tình trạng căng thẳng giữa chính phủ trung ương và lãnh đạo Ajaria Aslan Abashidze liên quan tới cuộc bầu cử tại vùng này. Dù công nhận cuộc bầu cử này OSCE vẫn lưu ý tình trạng sử dụng sai các nguồn tài nguyên nhà nước có lợi cho đảng cầm quyền.
Căng thẳng giữa chính phủ Gruzia và chính phủ Ajaria đã tăng lên sau cuộc bầu cử cho tới tận cuối tháng 4, lên tới đỉnh điểm ngày 1 tháng 5 khi Abashidze phản ứng với cuộc diễn tập quân sự của chính phủ Gruzia và ba cây cầu nối Ajaria với Gruzia trên Sông Choloki nổ tung. Ngày 5 tháng 5, Abashidze bị buộc phải rời khỏi Gruzia khi những cuộc tuần hành đông đảo tại Batumi kêu gọi ông từ chức và thúc giục Nga tăng sức ép với việc gửi thư ký Hội đồng an ninh Igor Ivanov tới đây.
Ngày 3 tháng 2 năm 2005, Thủ tướng Zurab Zhvania được cho là đã chết vì bị đầu độc bằng carbon monoxit trong một vụ rò rỉ khí gas tại nhà Raul Usupov, phó thống đốc vùng Kvemo Kartli. Sau đó, bạn thân và là đồng minh từ lâu của Zhvania, Bộ trưởng tài chính Zurab Nogaideli đã được tổng thống Saakashvili chỉ định vào chức vụ này.
Từ khi lên cầm quyền năm 2003, Saakashvili đã tăng chi cho các lực lượng vũ trang đất nước và tăng tổng quân số lên khoảng 26.000. Trong số này, 5.000 quân đã được huấn luyện sử dụng kỹ thuật hiện đại với các giảng viên thuộc quân đội Hoa Kỳ. Một số thuộc nhóm này đã được triển khai đồn trú tại Iraq như một phần lực lượng liên minh quốc tế trong vùng, phục vụ tại Baqubah và Vùng xanh tại Baghdad. Tháng 5 năm 2005, Tiểu đoàn bộ binh số 13 ("Shavnabada") đã trở thành tiểu đoàn đầu tiên được triển khai bên ngoài Gruzia. Đơn vị này chịu trách nhiệm tại hai trạm gác ở Vùng xanh và đảm bảo an ninh cho Quốc hội Iraq. Tháng 10 năm 2005, đơn vị này đã được thay thế bởi Tiểu đoàn bộ binh số 21. Các binh sĩ thuộc tiểu đoàn 13 sử dụng "trang bị chiến đấu" của đơn vị Hoa Kỳ chỉ huy họ. Sư đoàn bộ binh số 3 Hoa Kỳ. Chính phủ Gruzia tuyên bố đã tái lập "trật tự hiến pháp" tại thượng Kodori Gorge — phần duy nhất thuộc quyền kiểm soát của Gruzia tại vùng Abkhazia.
Trong vài năm qua Gruzia đã giảm đáng kể nạn tham nhũng. Tổ chức Minh bạch Quốc tế xếp Gruzia ở vị trí 99 trong bảng Chỉ số Nhận thức Tham nhũng năm 2006 của họ (số 1 được coi là quốc gia có nạn tham nhũng ít nhất). Đây là một bước cải thiện đáng kể bởi Chỉ số này của Gruzia trong năm 2005 là 130.
Đầu tháng 11 năm 2007, Gruzia lâm vào khủng hoảng chính trị. Tổng thống Gruzia tuyên bố tiến hành bầu cử trước hạn vào đầu năm 2008. Ngày 5 tháng 1 năm 2008, Ông Saakashvili đã tái trúng cử tổng thống ngay vòng đầu với gần 52% phiếu ủng hộ.
Hiện nay, chính trường Gruzia vẫn tiềm ẩn nhiều bất ổn; các đảng đối lập tổ chức nhiều hoạt động phản đối, đòi Tổng thống từ chức, đặc biệt là sau xung đột giữa Gruzia và Nga tại Nam Ossetia và Abkhazia.
Quốc hội Grudia đã thông qua hiến pháp mới. Những thay đổi trong hiến pháp là sự giảm bớt quyền của Tổng thống và chuyển sang Thủ tướng. Tổng thống sẽ không còn có quyền giải tán chính phủ, trong khi đó Thủ tướng sẽ đứng đầu việc điều hành, chịu trách nhiệm bổ nhiệm các thành viên nội các và lập chính sách của chính phủ hàng ngày. Những thay đổi sẽ được tiến hành dần từng giai đoạn và sẽ có hiệu lực hoàn toàn và đầy đủ vào năm 2013 khi Saakashvili kết thúc nhiệm kỳ Tổng thống lần thứ hai của mình.

### Quan hệ đối ngoại
Gruzia duy trì quan hệ tốt với các nước láng giềng Armenia, Azerbaijan và Thổ Nhĩ Kỳ và tham gia tích cực vào các tổ chức cấp vùng, như Hội đồng Kinh tế Biển Đen và GUAM. Gruzia cũng giữ quan hệ chính trị, kinh tế và quân sự chặt chẽ với Ukraina.
Ảnh hưởng ngày càng tăng của Hoa Kỳ và Liên minh châu Âu tại Gruzia, đặc biệt thông qua chương trình hỗ trợ Huấn luyện và Trang thiết bị cũng như việc xây dựng đường ống Baku-Tbilisi-Ceyhan, đã thường dẫn tới sự trì trệ trong quan hệ của Tbilisi với Nga.
Gruzia hiện đang tiến hành đàm phán để trở thành thành viên đầy đủ của NATO. Tháng 8 năm 2004, Kế hoạch Hành động Cộng tác Đơn phương của Gruzia đã được chính thức đệ trình lên NATO. Ngày 29 tháng 10 năm 2004, Hội đồng Bắc Đại Tây Dương của NATO đã thông qua Kế hoạch Hành động Cộng tác Đơn phương (IPAP) của Gruzia và Gruzia đã tiến vào giai đoạn hai của quá trình Hội nhập Euro-Atlantic. Năm 2005, theo quyết định của Tổng thống Gruzia, một hội đồng nhà nước được thành lập để thực hiện Kế hoạch Hành động Cộng tác Đơn phương, với những nhóm liên bộ do Thủ tướng đứng đầu. Ủy ban này có nhiệm vụ phối hợp và kiểm soát việc thực hiện Chương trình Hành động Cộng tác Đơn phương.
Ngày 14 tháng 2 năm 2005, thỏa thuận về việc chỉ định nhân viên liên lạc Đối tác vì Hòa bình (PfP) giữa Gruzia và Tổ chức Hiệp ước Bắc Đại Tây Dương bắt đầu có hiệu lực, theo đó nhân viên liên lạc cho Nam Kavkaz được giao cho Gruzia. Ngày 2 tháng 3 năm 2005, thỏa thuận đã được ký kết về việc sự kiện nước chủ nhà hỗ trợ và cung cấp quá cảnh cho các lực lượng và nhân viên NATO. Ngày 6-9 tháng 3 năm 2006, đội đánh giá thực thi IPAP đã tới Tbilisi. Ngày 13 tháng 4 năm 2006, cuộc thảo luận báo cáo đánh giá thực thi Kế hoạch Hành động Hợp tác Cá nhân được tổ chức tại trụ sở NATO, theo hình thức 26+1. Năm 2006, Quốc hội Gruzia đã đơn phương bỏ phiếu thông qua dự luật kêu gọi sự gia nhập của nước này vào NATO. Đa số người dân và chính trị gia Gruzia ủng hộ việc tham gia vào tổ chức này. Hiện tại, Gruzia đang hy vọng gia nhập NATO vào năm 2009.
George W. Bush đã trở thành tổng thống đương nhiệm đầu tiên của Hoa Kỳ tới thăm nước này. Đường phố dẫn tới sân bay Quốc tế Tbilisi đã được đặt tên Đại lộ George W. Bush.
Từ website của hội đồng châu Âu: Tổng thống Mikhail Saakashvili coi việc gia nhập EU và NATO là ưu tiên lâu dài. Bởi ông không muốn Gruzia trở thành địa điểm tranh giành giữa Hoa Kỳ-Nga và ông tìm cách duy trì quan hệ tốt với Hoa Kỳ cùng Liên minh châu Âu trong khi vẫn nhấn mạnh tham vọng tăng cường hợp tác với Nga.
Ngày 2 tháng 10 năm 2006, Gruzia và Liên minh châu Âu đã ký một tuyên bố chung về văn bản thỏa thuận Kế hoạch Hành động Gruzia-Liên minh châu Âu bên trong Chính sách Láng giềng châu Âu (ENP). Kế hoạch hành động đã được chính thức thông qua tại kỳ họp Hội đồng hợp tác Gruzia-Liên minh châu Âu ngày 14 tháng 11 năm 2006 tại Brussels.
Ngày 2 tháng 2 năm 2007, Gruzia đã chính thức trở thành thành viên cấp vùng mới nhất của Ngân hàng Phát triển châu Á. Nước này hiện nắm 12.081 trong ngân hàng, 0.341 tổng số.

#### Quan hệ Nga - Gruzia
Từ năm 1994, Gruzia đồng ý cho Nga sử dụng 3 căn cứ quân sự trên lãnh thổ Gruzia và đưa các lực lượng gìn giữ hoà bình của Nga đóng trên lãnh thổ Gruzia - Abkhazia và Nam Ossetia là hai lãnh thổ ly khai chống lại chính quyền Gruzia. Chính quyền của Tổng thống Mikhail Saakashvili yêu cầu Nga rút căn cứ quân đội ra khỏi lãnh thổ Gruzia. Ngày 31 tháng 3 năm 2006, Nga và Gruzia đã ký Hiệp định rút vũ khí hạng nặng. Đầu năm 2008, Nga dã rút hoàn toàn các lực lượng quân sự của mình khỏi các căn cứ quân sự ở Gruzia. 
Từ đầu năm 2008, Nga bắt đầu có các quan hệ chính thức với chính quyền của hai vùng lãnh thổ Abkhazia và Nam Ossetia. Tình hình tại Nam Ossetia và Abkhazia bắt đầu trở nên đặc biệt căng thẳng từ đầu năm 2008 sau khi Kosovo tuyên bố độc lập và đã dẫn đến xung đột bằng quân sự giữa Nga và Gruzia vào đầu tháng 8 năm 2008. Cuộc xung đột diễn ra trong 5 ngày đã làm hơn 300 người thiệt mạng và hàng chục nghìn người phải sơ tán. Gruzia đã xin ra khỏi Tổ chức SNG và ngày 2 tháng 9 năm 2008 tuyên bố cắt quan hệ ngoại giao với Nga. 
Quan hệ giữa Gruzia và Nga có dấu hiện cải thiện khi cửa khẩu biên giới Nga - Gruzia là Kazbegi - Zemo Larsi đã bị đóng cửa từ tháng 7 năm 2006 được mở cửa lại từ ngày 1 tháng 3 năm 2010 và ngày 18 tháng 8 năm 2010, Nga đã thông qua việc mở lại các chuyến bay thẳng thương mại giữa hai thủ đô Moskva và Tbilisi.
Vào tháng 2 năm 2012, Gruzia đã giới thiệu chế độ miễn thị thực cho người Nga đến thăm Gruzia trong một thời gian ngắn. Vào tháng 12 năm 2012, các đại diện Nga và Gruzia đã có những cuộc thảo luận hai chiều đầu tiên sau chiến tranh. Vào ngày 9 tháng 3 năm 2018, Thủ tướng Gruzia Giorgi Kvirikashvili đã tuyên bố về sự sẵn sàng của Gruzia để bình thường hóa quan hệ song phương với Moscow.

### Đơn vị hành chính

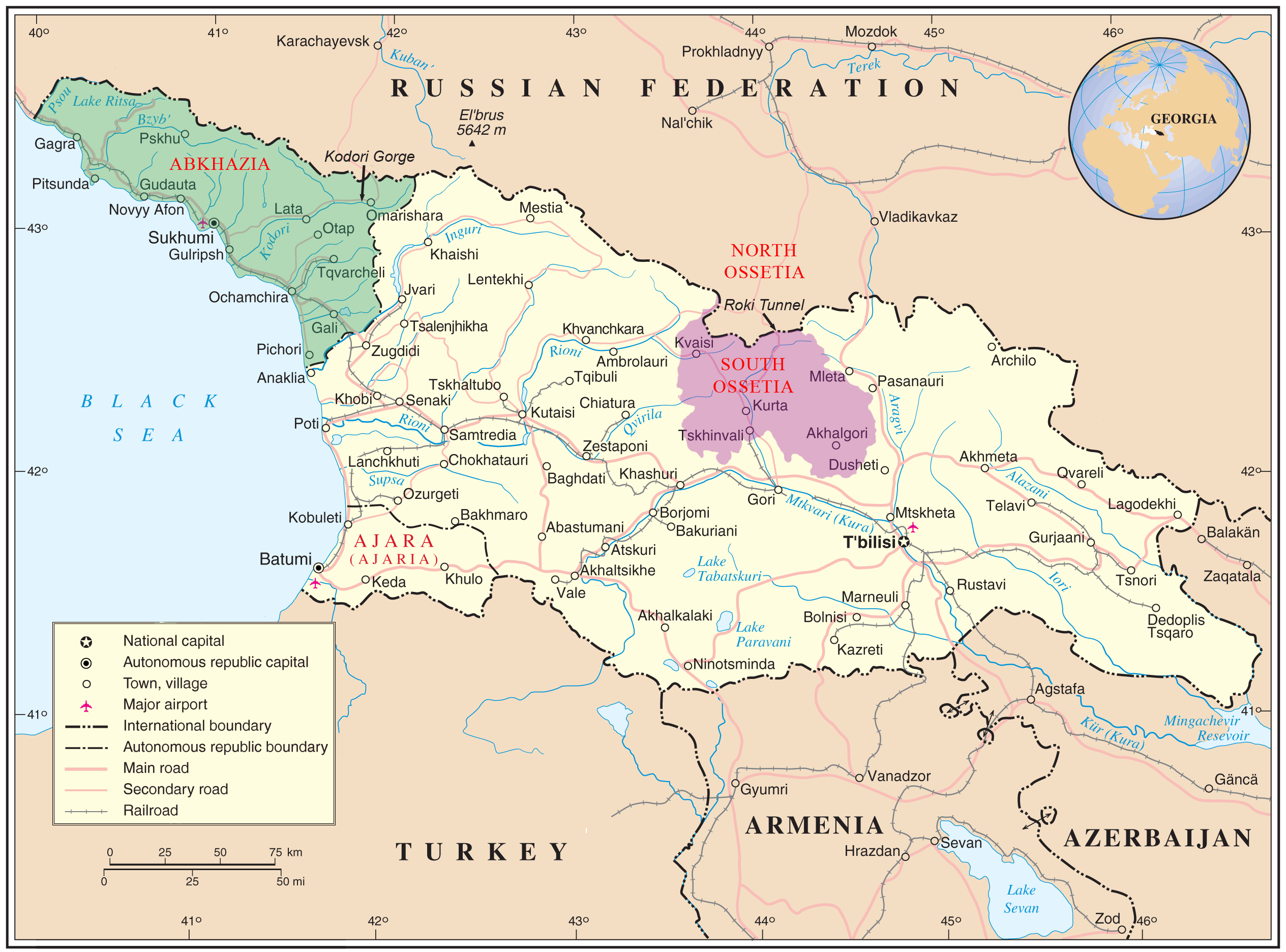
Bản đồ Gruzia với 2 vùng Abkhazia và Nam Ossetia được nhấn màu, trên thực tế (de facto) độc lập khỏi chính quyền Gruzia

Gruzia được chia thành 9 vùng, 2 nước cộng hòa tự trị (avtonomiuri respublika) và 1 thành phố (k'alak'i). Các vùng được chia nhỏ tiếp thành 67 huyện (raioni).
Có hai nước cộng hòa tự trị, Abkhazia và Ajaria.
Hiện tại, vị thế của Nam Ossetia, một quận hành chính tự trị trước kia, cũng được gọi là vùng Tskhinvali, đang được đàm phán với chính phủ ly khai được Nga ủng hộ. Thung lũng Kodori là phần duy nhất của Abkhazia vẫn còn dưới quyền kiểm soát thực tế của Gruzia.

### Các thành phố tự quản
1. Akhaltsikhe
2. Ambrolauri
3. Batumi
4. Gori
5. Kutaisi
6. Mtskheta
7. Ozurgeti
8. Poti
9. Rustavi
10. Tbilisi
11. Telavi
12. Zugdidi

### Huyện
1. Abasha,
2. Adigeni,
3. Akhalgori,
4. Akhalkalaki,
5. Akhaltsikhe,
6. Akhmeta,
7. Ambrolauri,
8. Aspindza,
9. Baghdati,
10. Bolnisi,
11. Borjomi,
12. Chiatura,
13. Chkhorotsku,
14. Chokhatauri,
15. Dedoplistsqaro,
16. Dmanisi,
17. Dusheti,
18. Gagra,
19. Gali,
20. Gardabani,
21. Gori,
22. Gudauta,
23. Gulripshi,
24. Kareli,
25. Kaspi,
26. Kazbegi,
27. Gurjaani,
28. Keda,
29. Kharagauli,
30. Khashuri,
31. Khelvachauri,
32. Khobi,
33. Khoni,
34. Khulo,
35. Kobuleti,
36. Kvareli,
37. Lagodekhi,
38. Lanchkhuti,
39. Lentekhi,
40. Marneuli,
41. Martvili,
42. Mestia,
43. Mtskheta,
44. Ninotsminda,
45. Ochamchire,
46. Oni,
47. Ozurgeti,
48. Sachkhere,
49. Sagarejo,
50. Samtredia,
51. Senaki,
52. Shuakhevi,
53. Sighnaghi,
54. Sokhumi,
55. Telavi,
56. Terjola,
57. Tetritsqaro,
58. Tianeti,
59. Tkibuli,
60. Tsageri,
61. Tsalendjikha,
62. Tsalka,
63. Tskaltubo,
64. Vani,
65. Zestaponi,
66. Zugdidi
67. Java

## Địa lý

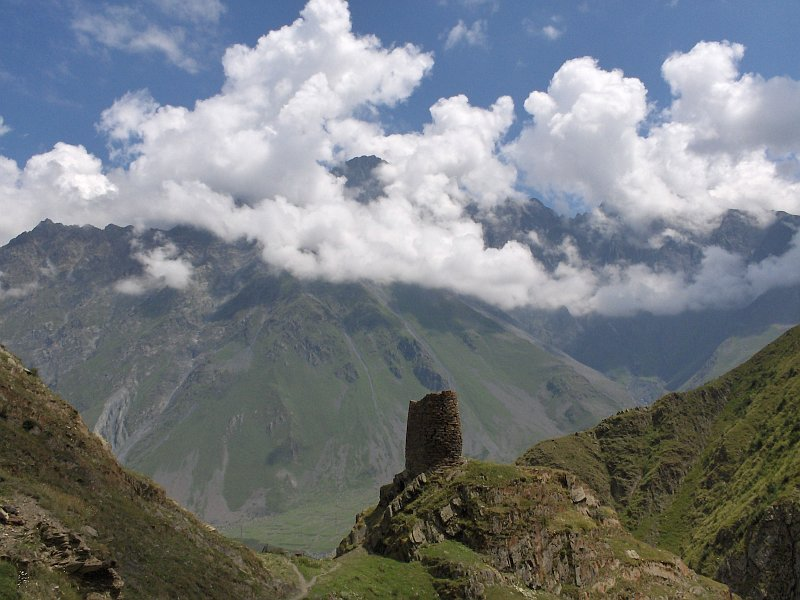
Bắc Gruzia, Vùng Kazbegi

Ở phía bắc, Gruzia có 723 km biên giới chung với Nga, cụ thể là quận liên bang Bắc Kavkaz. Các vùng/nước cộng hòa sau thuộc Nga - từ tây sang đông - có biên giới với Gruzia: Krasnodar Krai, Karachay-Cherkessia, Kabardino-Balkaria, Bắc Ossetia-Alania, Ingushetia, Chechnya, Dagestan. Gruzia cũng có chung biên giới với Azerbaijan (322 km) ở phía đông nam, Armenia (164 km.) ở phía nam và Thổ Nhĩ Kỳ (252 km.) ở phía tây nam.
Núi non là kiểu địa lý đặc trưng tại Gruzia. Dãy Likhi chia Gruzia thành nửa phía đông và nửa phía tây. Trong lịch sử, nửa phía tây Gruzia được gọi là Colchis còn phần phía đông được gọi là Iberia. Vì kiểu địa hình phức tạp, núi non cũng ngăn cách vùng phía bắc Svaneti khỏi Gruzia.
Dãy Đại Caucasus ngăn cách Gruzia với các nước Bắc Kavkaz thuộc nước Nga. Phần phía nam đất nước giáp với dãy Hạ Kavkaz. Dãy núi Kavkaz có độ cao lớn hơn dãy Hạ Kavkaz, với đỉnh cao nhất hơn 5.000 mét (16.400 ft.) trên mực nước biển.
Núi cao nhất tại Gruzia là Núi Shkhara ở độ cao 5.201 mét (17.059 feet), đứng thứ hai là Núi Janga (Jangi-Tau) ở độ cao 5.051 mét (16.572 feet) trên mực nước biển. Các đỉnh đáng chú ý khác gồm Kazbegi (Kazbek) 5.047 mét (16.554 feet), Tetnuldi (4.974m./16.319 ft.), Shota Rustaveli (4.960m./16.273 ft.), Núi Ushba (4.710m./15.453 ft.), và Ailama (4.525m./14.842 ft.). Ngoài các đỉnh trên, chỉ Kazbegi có nguồn gốc núi lửa. Vùng giữa Kazbegi và Shkhara (khoảng cách chừng 200 km, dọc dãy Kavkaz chính) chủ yếu gồm nhiều đỉnh băng tuyết. Núi Hạ Kavkaz được tạo thành và chia cắt bởi nhiều dãy núi (chủ yếu có nguồn gốc núi lửa) không vượt quá 3.400 mét. Các đặc điểm chủ yếu của vùng này gồm Cao nguyên Núi lửa Javakheti, nhiều hồ, gồm cả Tabatskuri và Paravani, cũng như nhiều suối nước khoáng và nước nóng.
Hang Voronya (còn được gọi là hang Krubera-Voronia) là hang sâu nhất thế giới, nằm tại Arabika Massif trong dãy Gagra, ở Abkhazia, Gruzia, Kavkaz. Chênh lệnh độ cao của hang là 2.140 (± 9) mét. Hang này cũng giữ kỷ lục độ sâu 1.710 mét năm 2001 theo khám phá của một đội khảo sát Nga-Ukraine. Năm 2004 độ sâu của hang này còn tăng thêm sau ba đợt thám hiểm khác. Một đội khảo sát Ukraine đã vượt độ sâu –2000 m lần đầu tiên trong lịch sử hang học. Tháng 10 năm 2005, một phần mới chưa được khám phá đã được đội CAVEX tìm thấy, và hang còn có thể sâu hơn. Cuộc thám hiểm này đã xác nhận độ sâu hiện nay của hang – 2.140 (± 9).
Hai con sông chính tại Gruzia là Rioni và Mtkvari, còn gọi là Kura (hai con sông này nằm trên đường ranh giới quy ước Á - Âu)

### Phong cảnh

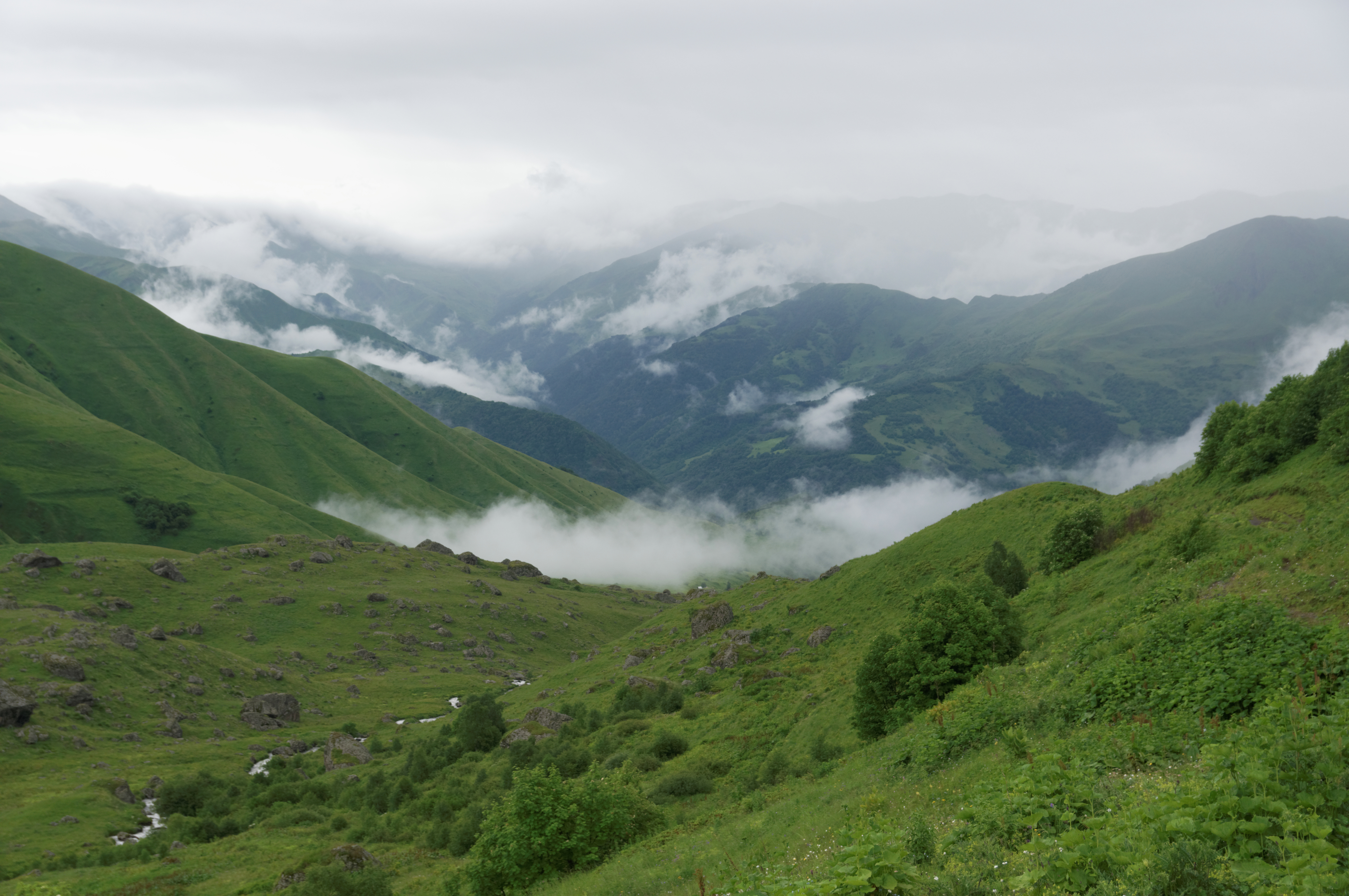
Một phong cảnh hùng vĩ thuộc vùng núi phía đông Gruzia

Phong cảnh bên trong biên giới quốc gia khá khác biệt. Cảnh quan vùng phía tây Gruzia trãi rộng từ các cánh rừng đầm lầy đất thấp và rừng mưa ôn đới tới những dòng sông băng tuyết vĩnh cửu, trong khi vùng phía đông đất nước có nhiều đồng bằng bán khô cằn không liên tục nhỏ, đặc điểm của vùng Trung Á. Rừng che phủ khoảng 40% diện tích lãnh thổ Gruzia trong khi những vùng núi non phụ núi cao chiếm khoảng 10%.
Đa phần dân cư tự nhiên tại những vùng đất thấp phía tây Gruzia đã biến mất trong vòng 100 năm qua vì tình trạng phát triển nông nghiệp và thành thị hoá. Đại đa số rừng từng che phủ đồng bằng Colchis hiện không còn tồn tại ngoại trừ những vùng đã được giành làm các công viên và khu dự trữ quốc gia (ví dụ vùng Hồ Paleostomi). Hiện tại, nói chung rừng che phủ phần bên ngoài các vùng đất thấp và chủ yếu nằm dọc các chân đồi núi. Những cánh rừng tây Gruzia chủ yếu gồm các cây phù du dưới 600 m trên mực nước biển (1.968 ft.) và gồm các loài như sồi, trăn, sồi phương đông, đu, tần bì và dẻ. Những loài cây xanh tốt quanh năm như cây hoàng dương cũng xuất hiện tại nhiều vùng. Khoảng 1000 trên tổng số hơn 4000 loài thực vật Gruzia là sinh vật đặc hữu của quốc gia này. Những khu vực đất dốc tây trung tâm Rặng Meskheti tại Ajaria cũng như nhiều địa điểm ở Samegrelo và Abkhazia được che phủ bởi những cánh rừng mưa ôn đới. Ở độ cao 600–1.500 mét (1.968-4.920 ft.) trên mực nước biển, những cánh rừng cây bụi hòa trộn với cả những loài cây lá rộng và tùng bách tạo nên đời sống thực vật. Vùng này chủ yếu gồm những cánh rừng cây sồi, vân sam và linh sam. Từ 1.500-1.800 mét, rừng chủ yếu gồm họ tùng bách. Các loài cây nói chung không mọc ở độ cao trên 1.800 mét và vùng núi bắt đầu thay thế, ở đa số các vùng, mở rộng lên tới độ cao 3.000 mét trên mực nước biển. Vùng băng tuyết vĩnh cửu nằm trên vạch 3.000 mét.

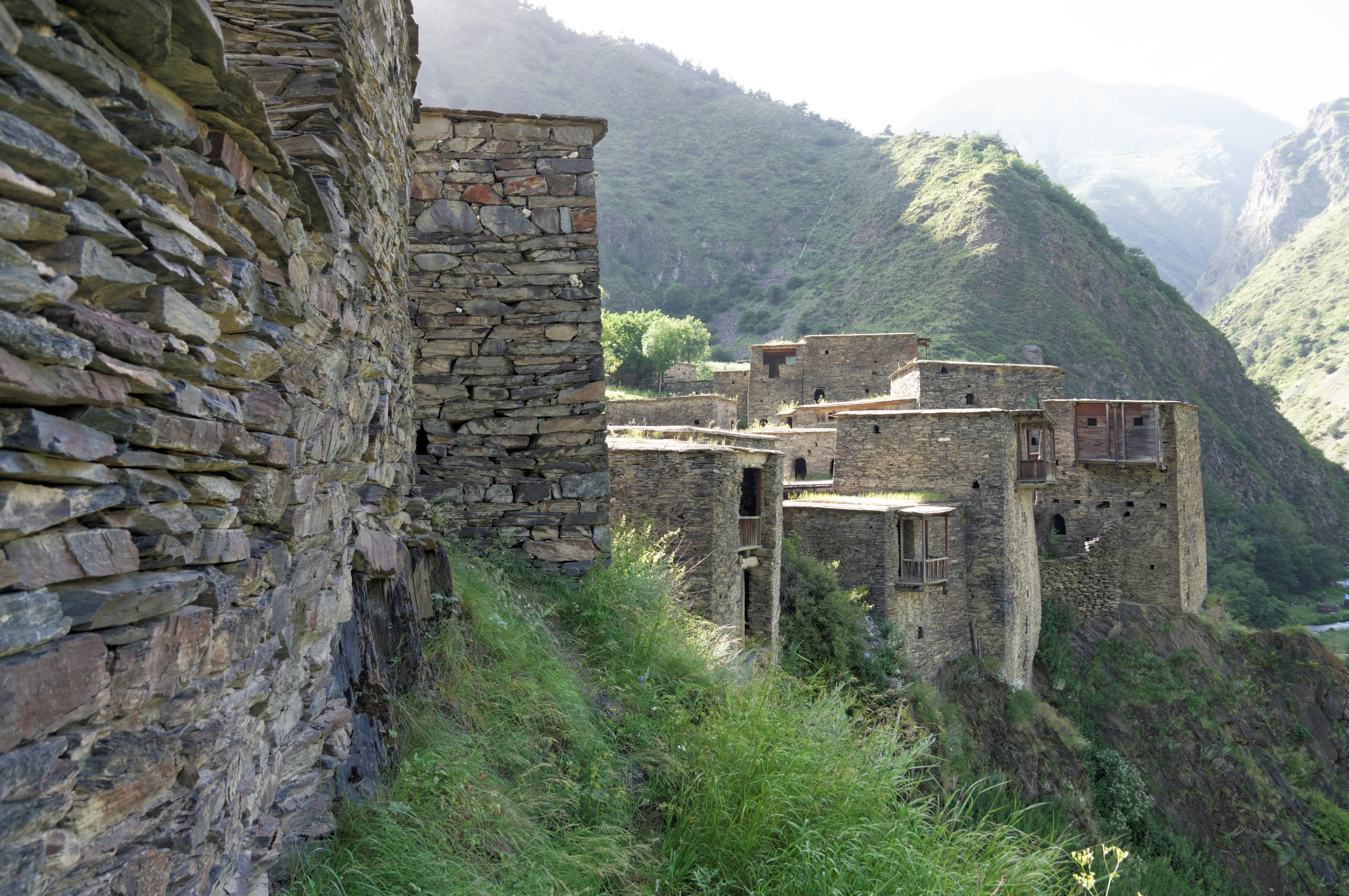
Thị trấn các lâu đài thời Trung cổ Shatili tại Khevsureti

Phong cảnh đông Gruzia (vùng lãnh thổ phía đông Dãy Likhi) rất khác biệt so với phong cảnh phía tây, gần như tất cả các vùng đất thấp phía đông Gruzia gồm cả các đồng bằng sông Mtkvari và Alazani đều đã không còn rừng vì bị sử dụng vào nông nghiệp. Ngoài ra, vì điều kiện khí hậu khá khô tại đây, một số đồng bằng đất thấp (đặc biệt tại Kartli và tây nam Kakheti) chưa bao giờ có rừng che phủ. Phong cảnh chung phía đông Gruzia gồm nhiều thung lũng và máng bị núi non chia cắt. Trái ngược với tây Gruzia, gần 85% rừng tại vùng này là phù du. Những cánh rừng tùng bách chỉ chiếm ưu thế tại Borjomi Gorge và các vùng cực tây. Ngoài các loài cây phù du, sồi, trăn cũng là loài ưu thế. Các loài phù du khác gồm nhiều giống thích, dương lá rung, tần bì, và phỉ. Thung lũng thượng sông Alazani gồm các cánh rừng thủy tùng. Ở độc cao trên 1.000 mét (3.280 ft) trên mực nước biển (đặc biệt tại vùng Tusheti, Khevsureti, và Khevi), các cánh rừng thông và bu lô chiếm ưu thế. Nói chung các cánh rừng phía đông Gruzia xuất hiện trong khoảng độ cao 500–2.000 mét (1.640–6.560 ft) trên mực nước biển, và vùng cây thông trải dài từ 2.000/2.200–3.000/3.500 mét (khoảng 6.560–11.480 ft). Cánh rừng đất thấp lớn duy nhất còn lại tại Thung lũng Alazani là Kakheti. Vùng băng tuyết vĩnh cửu trên 3.500 mét (11.480 ft.) xuất hiện tại hầu hết các nơi ở Gruzia.

### Hệ động vật
Vì sự đa dạng phong cảnh và có vĩ độ thấp, Gruzia là nơi sinh sống của một số loài động vật đặc biệt, ví dụ khoảng 1000 loài có xương sống (330 loài chim, 160 cá, 48 bò sát, 11 lưỡng cư). Một số lượng lớn loài ăn thịt sống tại các khu rừng, như Báo Ba Tư, Gấu xám, chó sói và mèo rừng. Số lượng các loài không xương sống được coi là rất cao nhưng dữ liệu được phân loại thành nhiều ấn bản. Ví dụ, danh sách nhện Gruzia gồm 501 loài.

### Khí hậu

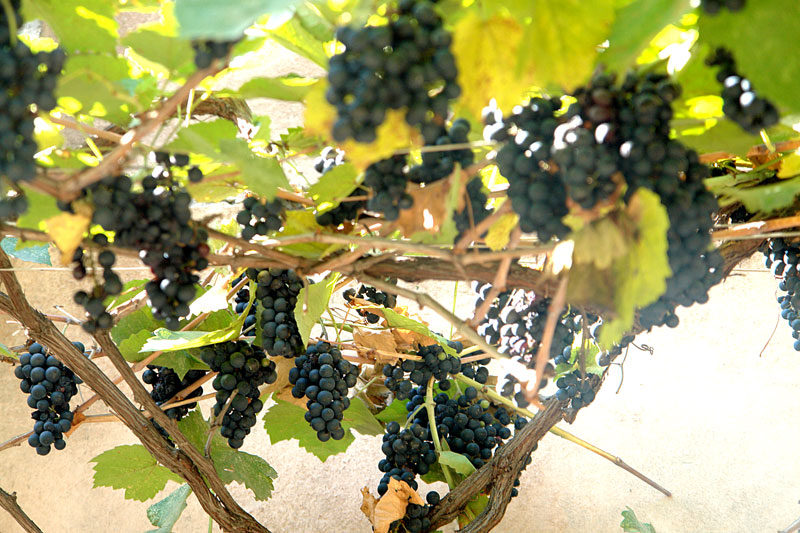
Khí hậu địa phương rất thích hợp cho ngành chế biến rượu và có 500 loại rượu khác nhau tại Gruzia

Trên một diện tích khá nhỏ, khí hậu Gruzia khá khác biệt. Có hai vùng khí hậu chính, vùng phía đông và vùng phía tây đất nước. Dãy Đại Kavkaz đóng vai trò quan trọng trong việc giữ ôn hòa khí hậu Gruzia và bảo vệ quốc gia này khỏi sự xâm nhập của những khối khí lạnh từ phương bắc. Dãy Tiểu Kavkaz cũng đóng góp một phần bảo vệ nước này khỏi ảnh hưởng từ các khối không khí khô và nóng từ phía nam.
Đa phần vùng phía tây Gruzia nằm bên trong lề vùng cận nhiệt đới ẩm với lượng mưa hàng năm thay đổi trong khoảng 1000–4000mm. (39–157 inch). Lượng mưa có xu hướng phân bố đồng đều suốt cả năm, dù lượng mưa có thể rất lớn trong những tháng mùa Thu. Khí hậu của vùng này rất khác biệt theo độ cao và tuy đa số những vùng đất thấp phía tây Gruzia có thời tiết khá ấm suốt năm, những vùng đồi núi (gồm cả Dãy Đại và Tiểu Kavkaz) có mùa hè mát, ẩm và mùa đông nhiều tuyết (lượng tuyết phủ thường vượt quá 2 mét tại nhiều vùng). Ajaria và vùng ẩm nhất Kavkaz, nơi rừng mưa Núi Mtirala, phía đông Kobuleti có lượng mưa khoảng 4500mm (177 inch) hàng năm.
Đông Gruzia có kiểu khí hậu chuyển tiếp từ cận nhiệt đới ẩm sang lục địa. Mô hình khí hậu vùng này bị ảnh hưởng bởi cả những khối không khí khô Trung Á/Caspia và những khối không khí từ Biển Đen phía tây. Sự xâm nhập của những khối không khí ẩm từ Biển Đen thường bị ngăn chặn bởi nhiều rặng núi (Likhi và Meskheti) chia cắt những vùng phía đông và phía tây đất nước. Lượng mưa hàng năm thấp hơn rất nhiều so với vùng tây Gruzia và ở trong khoảng 400–1600mm (16–63 inch). Các giai đoạn ẩm nhất thường diễn ra trong mùa Xuân và mùa Thu còn những tháng mùa Đông và mùa Hè thường khô hơn. Đa phần vùng phía đông Gruzia có mùa hè nóng (đặc biệt tại các vùng thấp) và mùa đông khá lạnh. Tương tự tại các vùng phía tây đất nước, độ cao cũng đóng vai trò quan trọng tại vùng phía đông, và các điều kiện khí hậu ở độ cao hơn 1500 mét (4920 ft) trên mực nước biển thường lạnh hơn rất nhiều so với tại các vùng đất thấp. Các vùng nằm ở độ cao trên 2000 mét (6560 ft) trên mực nước biển thường có tình trạng đóng băng ngay cả trong những tháng mùa hè.

## Kinh tế
Nghiên cứu khảo cổ học cho thấy Gruzia đã có mối quan hệ thương mại với nhiều vùng đất và đế chế ngay từ những thời cổ đại, chủ yếu nhờ vị trí của nước này tại Biển Đen và sau này là gần Con đường tơ lụa lịch sử. Vàng, bạc, đồng và sắt đã từng được khai thác tại các mỏ vùng núi Kavkaz. Chế biến rượu cũng có truyền thống từ lâu đời.
Xuyên suốt lịch sử hiện đại Gruzia nông nghiệp và du lịch luôn là những lĩnh vực then chốt, vì kiểu địa hình và khí hậu đất nước.
Trong hầu hết thế kỷ XX, kinh tế Gruzia đi theo mô hình nền kinh tế chỉ huy Xô viết.
Từ khi Liên bang Xô viết sụp đổ năm 1991, Gruzia đã bắt đầu tiến hành một cuộc cải cách cơ cấu lớn với mục tiêu chuyển tiếp sang một nền kinh tế thị trường tự do. Tuy nhiên, tương tự như các nước cộng hòa hậu Xô viết khác, Gruzia đã phải đối mặt với tình trạng sụp đổ kinh tế nghiêm trọng. Nội chiến và những cuộc xung đột quân sự tại Nam Ossetia và Abkhazia càng làm cuộc khủng hoảng trở nên tồi tệ. Sản lượng nông nghiệp và công nghiệp sụt giảm. Tới năm 1994 tổng sản phẩm quốc nối đã giảm xuống chỉ còn bằng một phần tư năm 1989.
Sự hỗ trợ tài chính đầu tiên của phương Tây cho nước này diễn ra năm 1995, khi Ngân hàng Thế giới và Quỹ Tiền tệ Quốc tế trao cho Gruzia khoản vay 206 triệu USD và Đức cho nước này vay 50 triệu DM.
Tới năm 2001 54% dân số sống dưới mức nghèo khổ quốc gia nhưng tới năm 2006 con số ngày đã giảm còn 34%. Năm 2005 thu nhập trung bình hàng tháng của hộ gia đình là GEL 347 (khoảng 200 USD).

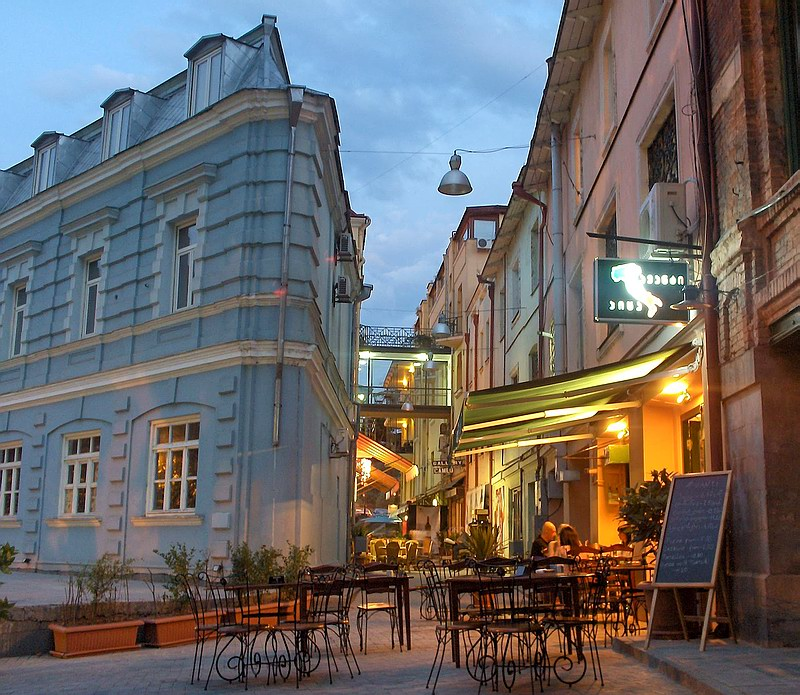
Đại lộ Shardeni tại Tbilisi

Từ đầu thập niên 2000 những phát triển lạc quan đã được quan sát thấy trong nền kinh tế Gruzia. Năm 2006 tăng trưởng GDP thực của Gruzia đã đạt 8.8%, khiến Gruzia trở thành một trong những nền kinh tế tăng trưởng nhanh nhất Đông Âu. Ngân hàng Thế giới đã trao cho Gruzia danh hiệu "nền kinh tế cải cách số một thế giới" vì trong vòng một năm nước này đã cải thiện vị trí từ 112 lên 37 về sự dễ dàng trong kinh doanh. Tuy nhiên, tỷ lệ thất nghiệp cao 12.6% và thu nhập trung bình hộ còn ở mức khá thấp so với các quốc gia châu Âu khác.
Những con số ước tính năm 2006 cho thấy mức GDP (theo sức mua tương đương) của Gruzia đạt mức US$17.79 tỷ. Kinh tế Gruzia đang trở nên phụ thuộc hơn vào dịch vụ (hiện chiếm 54.8% GDP), chứ không còn vào lĩnh vực nông nghiệp (17.7%) nữa.
Nước này có nguồn tài nguyên thủy năng lớn.
Lệnh cấm nhập khẩu rượu Gruzia vào Nga năm 2006, một trong những đối tác thương mại lớn nhất của Gruzia, và dừng các kết nối tài chính đã được phái bộ của IMF miêu tả là một "cú sốc từ bên ngoài", Ngoài ra, Nga đã tăng giá khí đốt bán cho Gruzia. Hành động này khiến tỷ lệ lạm phát của đồng lari Gruzia tăng mạnh. Ngân hàng Quốc gia Gruzia nói rằng lạm phát chủ yếu bị gây ra bởi những lý do bên ngoài, gồm cả lệnh cấm vận kinh tế của Nga. Các cơ quan chức năng Gruzia hy vọng khoản thâm hụt tài khoản vãng lai do lệnh cấm vận gây ra trong năm 2007 sẽ được cân bằng bởi "tỷ giá quy đổi ngoại tệ cao nhờ dòng vốn đầu tư trực tiếp nước ngoài đổ vào mạnh" và nguồn thu tăng của du lịch. Đất nước này cũng đã duy trì tín dụng vững chắc trong chứng khoán thị trường quốc tế.
Gruzia hiện đang hội nhập sâu hơn vào mạng lưới thương mại quốc tế: nhập khẩu và xuất khẩu trong năm 2006 của nước này chiếm 10% và 18% GDP. Các mặt hàng nhập khẩu chính của Gruzia là khí gas tự nhiên, các sản phẩm dầu mỏ, máy, phụ tùng và các trang thiết bị vận tải.
Năm 2004, khoản thuế thu nhập cố định 12% đã được áp dụng tại Gruzia. Số tiền thuế thu được đã tăng đáng kể, nhờ vậy giảm bớt những khoản thâm hụt ngân sách lớn trước kia của chính phủ.
Các chuyên gia ước tính rằng trong vòng vài năm qua Gruzia đã thu hẹp được đáng kể tình trạng tham nhũng và tổ chức Minh bạch Quốc tế đã đưa Gruzia từ vị trí 130 lên 99 thế giới trong danh sách Chỉ số Nhận thức Tham nhũng năm 2006 của họ (số 1 là quốc gia có nạn tham nhũng ít nhất).
Gruzia đang phát triển vào một hành lang vận tải quốc tế qua các cảng Batumi và Poti, một đường ống dẫn dầu từ Baku xuyên Tbilisi tới Ceyhan, đường ống Baku-Tbilisi-Ceyhan (BTC) và một đường ống dẫn khí chạy song song, Đường ống dẫn khí Nam Kavkaz.
Tính đến năm 2016, GDP của Gruzia đạt 14.463 USD, đứng thứ 118 thế giới và đứng thứ 38 châu Âu.

## Nhân khẩu

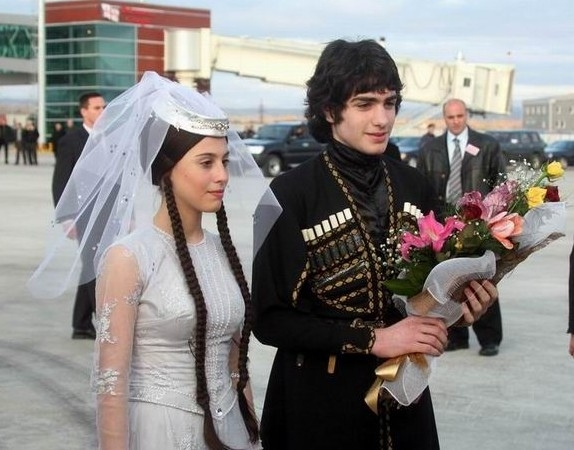
Giới trẻ Gruzia trong trang phục truyền thống, trang phục nam là bộ Chokha

Nhân khẩu Gruzia có đặc trưng ở sự đa dạng sắc tộc. Dân tộc Grizia chiếm đa số, khoảng 83.8%, dân số hiện tại của Gruzia 4.661.473 người (ước tính tháng 7 năm 2006). Các nhóm sắc tộc khác gồm người Azeri, chiếm 6.5% dân số, người Armenia - 5.7%, Nga - 1.5%, người Abkhazia, và người Ossetia. Nhiều nhóm sắc tộc nhỏ hơn khác cũng sống tại quốc gia này gồm người Assyria, người Chechen, Trung Quốc, người Do Thái Gruzia, người Hy Lạp, người Kabardin, người Kurd, người Tatar, người Turk và người Ukraina. Đáng chú ý, cộng đồng người Do Thái Gruzia là một trong những cộng đồng lâu đời nhất trên thế giới.
Gruzia cũng là quốc gia có sự đa dạng về ngôn ngữ. Trong ngữ hệ Gruzia, người Gruzia nói tiếng Gruzia (cũng được gọi là Kartuli), tiếng Laz, tiếng Mingrelian, và tiếng Svan. Ngoài ra, những cộng đồng không phải người Gruzia bên trong đất nước thường sử dụng ngôn ngữ mẹ đẻ của họ bên cạnh tiếng Gruzia. Các ngôn ngữ chính thức của Gruzia gồm tiếng Gruzia và tiếng Abkhaz tại vùng tự trị Abkhazia. 71% dân số nói các ngôn ngữ Gruzia (gồm Mingrelian, tiếng Svan, và tiếng Laz), 9% - tiếng Nga, 7% - tiếng Armenia, 6% - Azeri và 7% khác. Tỷ lệ biết chữ tại Gruzia là 100%.
Đầu thập niên 1990, sau khi Liên bang Xô viết giải tán, nhiều cuộc xung đột ly khai bạo lực đã bùng phát tại vùng tự trị Abkhazia và Nam Ossetia, dẫn tới cuộc thanh lọc sắc tộc người Gruzia khỏi Abkhazia, nơi trước kia sắc tộc Gruzia từng là nhóm sắc tộc riêng lẻ lớn nhất (46% dân số năm 1989). Nhiều người Ossetia sống tại Gruzia cũng rời bỏ đất nước, chủ yếu tới vùng Bắc Ossetia thuộc Nga. Trong số những người Meskhetian Turk từng bị bắt buộc di dời trong năm 1944 chỉ một nhóm nhỏ quay trở lại Gruzia năm 2007.
Tỷ lệ di cư thực của Gruzia là -4.54, không tính những người Gruzia sống tại nước ngoài. Dù sao Gruzia đã tiếp nhận những người di cư từ khắp nơi trên thế giới trong suốt thời kỳ độc lập. Theo những con số thống kê năm 2006, đa số người di cư tới Gruzia từ Thổ Nhĩ Kỳ và Trung Quốc.

### Tôn giáo
Tôn giáo tại Gruzia (2014)

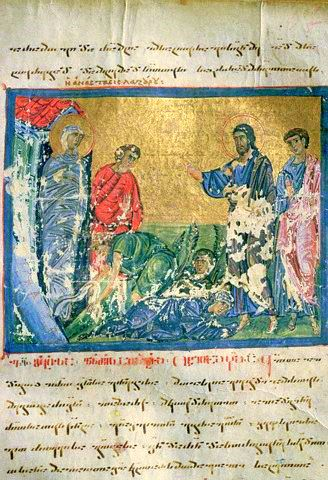
Một trang từ cuốn Kinh thánh hiếm của Gruzia, có niên đại từ năm 1030 Công Nguyên, vẽ Chúa Giêsu làm phép lạ cho Lazarus sống lại

Gruzia là một trong những nước đầu tiên nhận Ki-tô giáo làm quốc giáo (năm 337 Công nguyên, hoặc năm 319 theo như một số ý kiến gần đây), khiến Gruzia trở thành quốc gia Kitô lâu đời thứ hai chỉ sau Armenia. Điều này tạo nên ý thức dân tộc mạnh mẽ giúp bảo tồn đặc tính quốc gia trước những giai đoạn bị ngoại bang xâm chiếm và đồng hóa. Ngày nay đa số dân cư Gruzia theo Kitô giáo Chính thống (83.9%), thuộc về Giáo hội Chính thống Gruzia. Tuy nhiên, Gruzia có lịch sử hòa trộn tôn giáo lâu dài bên trong biên giới lãnh thổ dù có những cuộc xung đột với các quốc gia xung quanh. Nhiều cộng đồng tôn giáo thiểu số đã tồn tại tại Gruzia trong hàng nghìn năm và tình trạng phân biệt tôn giáo rõ ràng không xuất hiện tại quốc gia này.

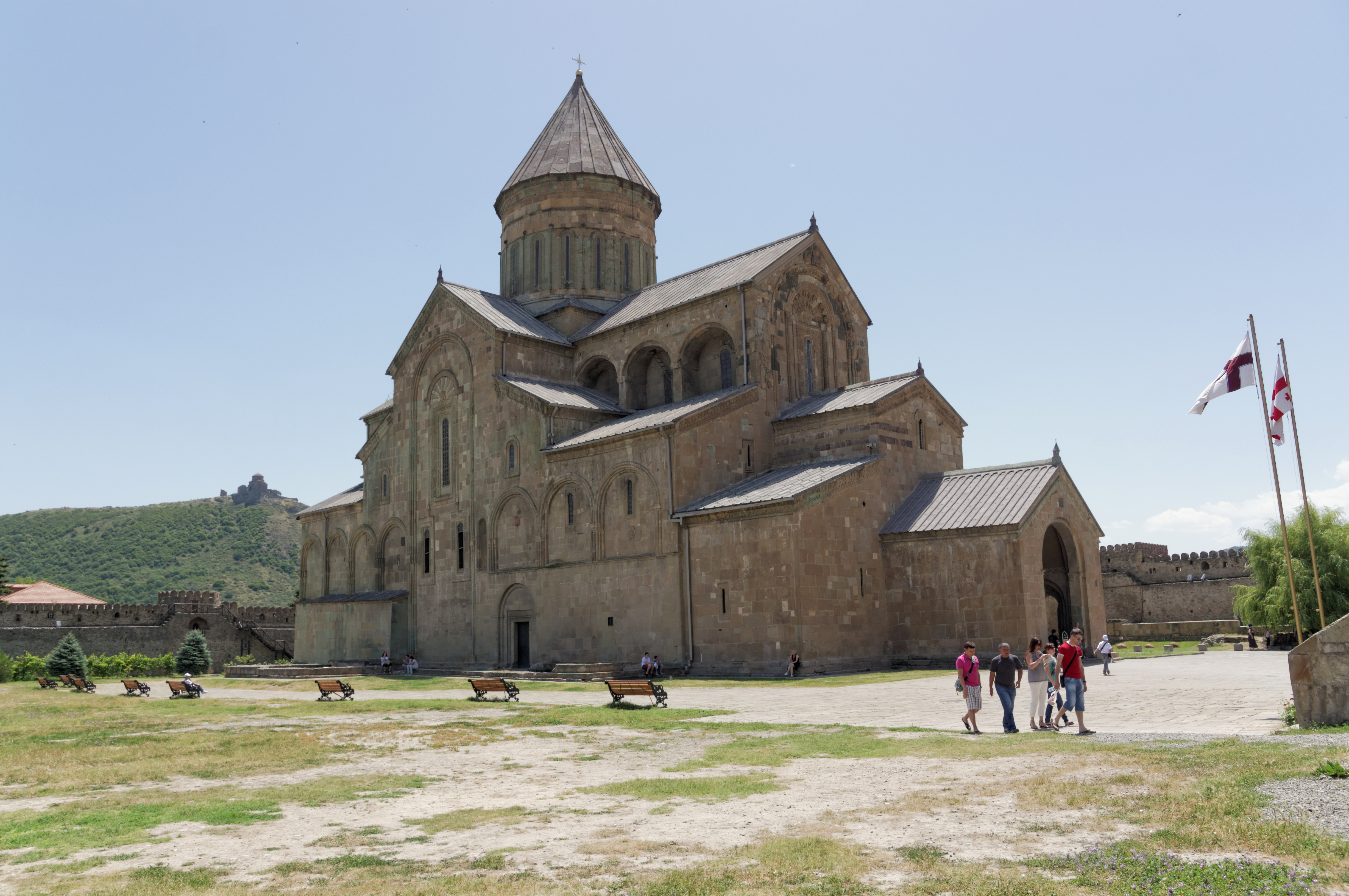
Nhà thờ chính tòa Svetitskhoveli ở Mtskheta, cố đô của Gruzia, là một trong số những thánh đường cổ xưa nhất trong thế giới Kitô giáo.

Kitô giáo, lần đầu được các thánh Tông đồ Anrê, Simôn Quá Khích và Matthia thuyết giảng vào thế kỷ thứ nhất. Miền Iberia chính thức cải sang Kitô giáo năm 326 bởi thánh Nino xứ Cappadocia, được tôn vinh là người soi sáng cho Gruzia. Kinh thánh đã được dịch sang tiếng Gruzia ở thế kỷ thứ V. Đáng chú ý, bản ghi chép cổ nhất của Gruzia là một văn bản asomtavruli trong một nhà thờ tại Bethlehem từ năm 430 Công Nguyên.
Thánh đường Svetitskhoveli, nổi tiếng là nơi lưu giữ chiếc áo choàng của Chúa Giêsu, chiếc áo này được mang tới Mtskheta sau khi cuộc hành hình đóng đinh lên thánh giá diễn ra, bởi một người Do thái từ Iberia, Elias, là nhà thờ đầu tiên tại Gruzia. Gruzia thuộc sự bảo trợ của Đức Mẹ đồng trinh Maria, theo thánh Stefan người nói rằng sứ mệnh của Đức Mẹ ở vùng đất Iberia sau khi các thánh Tông đồ bốc thăm để quyết định xem Chúa muốn mỗi người trong số họ sẽ truyền giáo tại quốc gia nào. Jacques de Vitry và Sir John Maundeville đã nói rằng người Gruzia được gọi là Georgian bởi họ đặc biệt sùng kính thánh George và khi họ đi hành hương tới Mộ Chúa, họ đã vào thành phố Jerusalem với những biểu ngữ phô trương.
Các nhóm thiểu số tôn giáo gồm: Hồi giáo (9.9%); Giáo hội Tông truyền Armenia (3.9%); Công giáo Rôma (0.8%). Có 0.8% số người trong cuộc điều tra dân số năm 2002 trả lời họ là tín đồ của một tôn giáo khác và 0.7% vô thần.

## Văn hoá
Văn hóa Gruzia đã phát triển từ hàng nghìn năm cùng lịch sử nền văn minh hai quốc gia tiền thân của nó là Iberia và Colchis, tiếp tục phát triển cùng Vương quốc Gruzia thống nhất ở thời triều đình Bagrationi đạt tới đỉnh cao về văn học cổ điển, nghệ thuật, triết học, kiến trúc và khoa học ở thế kỷ XI. Ngôn ngữ Gruzia tràn đầy sức sống cộng với bảng chữ cái độc nhất, và nền văn học Gruzia cổ điển với nhà thơ sử thi huyền thoại Shota Rustaveli đã được hồi sinh ở thế kỷ XIX sau một giai đoạn hỗn loạn kéo dài, lập nên những nền tảng cho các thành tựu của các tác giả thuộc trường phái lãng mạn các tiểu thuyết gia thời hiện đại như Grigol Orbeliani, Nikoloz Baratashvili, Ilia Chavchavadze, Akaki Tsereteli, Vaza Pshavela và những người khác. Văn hóa Gruzia với nền văn minh độc đáo và duy nhất cũng có ảnh hưởng từ Hy Lạp cổ điển, La Mã và Đế chế Byzantine và sau này là bởi Đế chế Nga góp phần tạo ra bản sắc châu Âu của nền văn nước này.
Gruzia nổi tiếng vì có một nền văn hóa dân gian phong phú, âm nhạc truyền thống độc đáo, sân khấu, phim, nghệ thuật, vân vân. Người dân Gruzia được thế giới biết tới về lòng yêu âm nhạc, khiêu vũ, sân khấu và điện ảnh như đã được chứng minh trong thế kỷ XX với những đóng góp to lớn của họ vào nền nghệ thuật thế giới nhờ những gương mặt nghệ sĩ đại diện cho nền văn hóa Gruzia như các họa sĩ lừng danh (Niko Pirosmani, Lado Gudiashvili, Elene Akhvlediani, vân vân), ballet choreographers (George Balanchine, Vakhtang Chabukiani, Nino Ananiashvili) các nhà thơ (Galaktion Tabidze, Lado Asatiani, Mukhran Machavariani, vân vân) và các đạo diễn sân khấu/phim (Robert Sturua, Tengiz Abuladze, Otar Ioseliani, vân vân).

### Kiến trúc

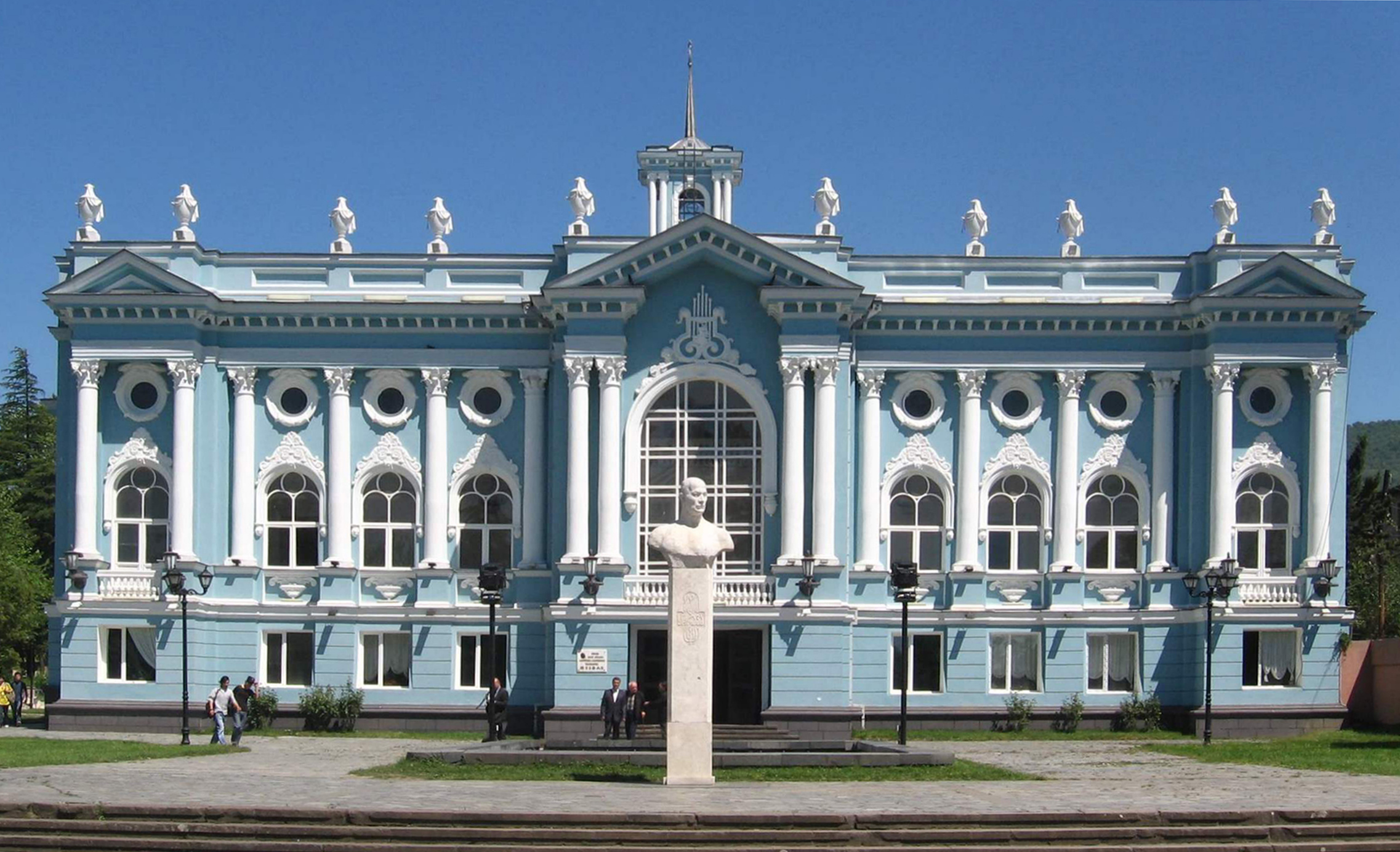
Nhà hát Quốc gia Akaki tại Senaki, một ví dụ về phong cách tân cổ điển với các yếu tố barốc tại Gruzia. Architect Vakhtang Gogoladze.

Kiến trúc Gruzia là một trong những nền kiến trúc đặc biệt và độc đáo nhất thế giới. Tuy nhiên, nó đã trở nên phong phú và hấp thu ảnh hưởng từ nhiều nền văn minh bên ngoài trong suốt lịch sử lâu dài của đất nước. Có nhiều phong cách kiến trúc lâu đài, tháp pháo đài và nhà thờ. Pháo đài Upper Svaneti và thị trấn lâu đài Shatili tại Khevsureti là một trong những công trình đẹp nhất thể hiện phong cách kiến trúc lâu đài Gruzia thời Trung Cổ.
Nghệ thuật nhà thờ Gruzia là một trong những khía cạnh đáng chú ý nhất của kiến trúc Kitô giáo Gruzia, tích hợp kiểu mái vòm cổ điển với phong cách kiến trúc La Mã nguyên thủy hình thành nên cái được gọi là phong cách vòm chéo Gruzia. Phong cách kiến trúc vòm chéo đã được phát triển tại Gruzia trong thế kỷ thứ IX và trước đó, đa số các nhà thờ Gruzia đều theo phong cách La Mã. Văn hóa Gruzia rất chú trọng tới cá nhân và điều này đã được thể hiện qua sự phân bố không gian bên trong các nhà thờ. Các ví dụ khác về kiểu kiến trúc giáo hội Gruzia có thể được tìm thấy ở nước ngoài tại (Tu viện Bachkovo Monastery xây năm 1083 bởi vị tướng người Gruzia Grigorii Bakuriani) Bulgari, (Tu viện Iviron do người Gruzia xây dựng trong thế kỷ thứ X) tại Hy Lạp và tại Jerusalem (Tu viện Thánh giá do người Gruzia xây dựng ở thế kỷ thứ IX).
Các khía cạnh khác về kiến trúc Gruziza gồm Đại lộ Hausmannized Rustaveli ở Tbilisi và Khu phố cổ.

### Nghệ thuật

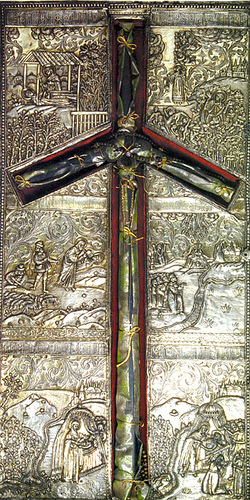
Thập tự giá thánh Nino

Nghệ thuật Gruzia đa dạng từ các phong cách tiền sử tới Hy Lạp, La Mã, Trung Cổ, từ các bức ikon (tranh thánh) tới nghệ thuật thị giác hiện đại. Một trong những nghệ sĩ nổi tiếng nhất thời cuối thế kỷ XIX đầu thế kỷ XX của Gruzia là Niko Pirosmani, ông là một trong những họa sĩ có ảnh hưởng nhất trong trường phái nguyên sơ trên thế giới. Các tác phẩm của Pirosmani cũng mang một số yếu tố tiền ấn tượng vì thực tế ông chính là người gây ảnh hưởng và người truyền cảm hứng cho Lado Gudiashvili và Elene Akhvlediani những nhân vật chủ chốt của trường phái ấn tượng trong thế kỷ XX.

### Ẩm thực

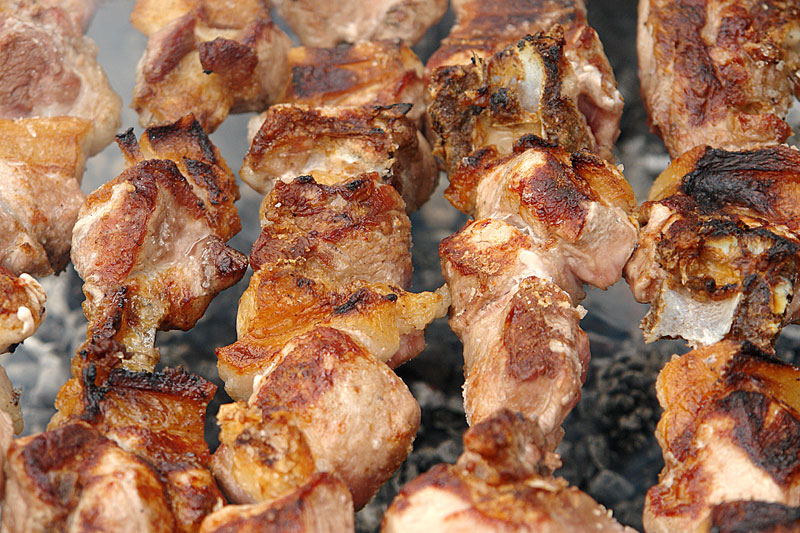
Mtsvadi (Thịt lợn nướng kiểu Gruzia)

Ẩm thực và Rượu Gruzia được đánh giá cao trên khắp thế giới, thích ứng với các truyền thống từ nhiều vùng khác nhau. Một trong những kiểu bữa tối truyền thống nhất là Supra, hay bàn ăn Gruzia, đây cũng là cách hòa nhập giữa bạn bè và các thành viên trong gia đình, theo đó Tamada là người chủ trì Supra, người chịu trách nhiệm điều phối những chén rượu và đảm bảo rằng tất cả mọi người đều hài lòng với bữa tiệc. Nhiều vùng lịch sử tại Gruzia cũng có những món ăn nổi tiếng riêng của mình: ví dụ, Khinkali (bánh bao thịt), từ vùng núi phía đông Gruzia và Khachapuri - chủ yếu từ Imereti, Mingrelia và Adjara.
Ngoài các món ăn truyền thống Gruzia các loại thực phẩm từ các quốc gia láng giềng cũng theo chân những người nhập cư tới nước này, từ Nga, Hy Lạp và gần đây là Trung Quốc.

### Chính phủ
- Presidency
- Government Lưu trữ ngày 25 tháng 10 năm 2007 tại Wayback Machine
- Parliament
- Ministry of Foreign Affairs Lưu trữ ngày 20 tháng 12 năm 2001 tại Wayback Machine
- Ministry of Defense
- Ministry of Internal Affairs Lưu trữ ngày 1 tháng 4 năm 2022 tại Wayback Machine
- National Security Council Lưu trữ ngày 4 tháng 7 năm 2008 tại Wayback Machine
- Ministry of Finance
- Constitutional Court Lưu trữ ngày 18 tháng 7 năm 2007 tại Wayback Machine
- National Parliamentary Library

### Các định chế công cộng
- Department of tourism Lưu trữ ngày 5 tháng 1 năm 2009 tại Wayback Machine

### Hồ sơ
- CIA Factbook Lưu trữ ngày 16 tháng 10 năm 2015 tại Wayback Machine
- Open Directory Project Lưu trữ ngày 12 tháng 8 năm 2007 tại Wayback Machine
- Eurasianet Lưu trữ ngày 17 tháng 7 năm 2007 tại Wayback Machine
- US Department of State
- Full information about (country) Georgia (english, german, russian, georgian)

### Khác
- Dictionary of Georgian National Biography
- Georgian Diaspora Official site
- Official site of Orthodox Patriarchate of Georgia Lưu trữ ngày 10 tháng 7 năm 2007 tại Wayback Machine
- Georgian Historical Monuments Gallery Lưu trữ ngày 28 tháng 9 năm 2007 tại Wayback Machine
- Georgian English, English Georgian online dictionary